# Colossendeis colossea
Colossendeis colossea is een zeespin uit de familie Colossendeidae. De soort behoort tot het geslacht Colossendeis. Colossendeis colossea werd in 1881 voor het eerst wetenschappelijk beschreven door Wilson. De soort is een bewoner van de diepzee en kan een spanwijdte van wel 70 centimeter bereiken. Het lijf is niet langer dan 4-5 cm.